# Museo de Zaragoza
Museo de Zaragoza – mieszczące się w Saragossie regionalne muzeum. Znajdująca się w nim kolekcja obejmuje sztuki piękne, ceramikę, archeolgię i etnologię. Eksponaty są wystawiane w czterech różnych budynkach.
Główną siedzibą muzeum (sztuki piękne) jest budynek zaprojektowany przez architektów Ricardo Magdalena i Julio Bravo. Budynek był inspirowany zabytkowym domem (Casa de los Zaporta) aragońskiego kupca i mecenasa Gabriela Zaporty. Pozostałe siedziby muzeum to Casa Pirenaica (zbiory etnologiczne) i Casa de Albarracín (ceramika). Sekcja archeologiczna znajduje się w Velilla de Ebro.
Kolekcja sztuki zawiera dzieła Francisca Goi (Hannibal zwycięzca po raz pierwszy spoglądający z Alp w kierunku Italii), Mariana Barbasána oraz artystów orientalnych.